# 753. grenadirski polk (Wehrmacht)
753. grenadirski polk (izvirno nemško 753. Grenadier-Regiment; kratica 753. GR) je bil pehotni polk Heera v času druge svetovne vojne.

## Zgodovina
Polk je bil ustanovljen 11. novembra 1942 za potrebe 362. pehotne divizije. 13. julija 1943 je bil preimenovan v 753. trdnjavski grenadirski polk.
Maja 1944 je bil ponovno preimenovan nazaj v grenadirski polk; avgusta 1944 je bil uničen med bitko za Normandijo.
Ponovno je bil ustanovljen 4. septembra 1944 na Madžarskem za potrebe 362. ljudskogrenadirske divizije.